# Oriol Texidor
Oriol Texidor Martínez (Barcelona, 30 september 1974) is een Catalaanse multidisciplinaire kunstenaar.

## Biografie
Hij studeerde architectuur aan de Escola Técnica Superior d'Arquitectura del Vallès en aan de Universitat Politècnica de Catalunya. Hij betrad als autodidact de wereld van de beeldende kunst via een vier jaar durende reis om de belangrijkste Europese kunstmusea te bezoeken en te bestuderen. Daarna trok hij zich terug in de Pyreneeën, waar deze tijd van pensionering hem in staat zou stellen al deze ervaringen op te doen en zijn eigen artistieke stijl te ontwikkelen.

## Werk
Hij maakte zijn eerste creaties in 2002, waarbij hij de techniek en het medium aanpaste aan het onderwerp dat hij wilde vertegenwoordigen en om dit te bereiken integreerde hij verschillende technieken zoals graveren, digitaal printen, fotografie, de sculptuur of de video. Door zijn werk heeft de auteur geprobeerd de evolutie van de menselijke conditie te begrijpen en spiritueel te kunnen stijgen. Hij heeft deelgenomen aan meer dan honderd tentoonstellingen, zowel individueel als collectief, en zijn werk is aanwezig in talrijke collecties over de hele wereld. Hij was een resident artist op uitnodiging van verschillende nationale en internationale musea (Manresa, Barcelona, Maastricht, Capellades, La Bisbal, Essaouira) en hij is adviseur voor artistieke projecten voor internationale studenten. Daarnaast is hij docent geweest in verschillende centra zoals de Escola Massana en heeft hij talloze workshops gegeven over beeldhouwen, schilderen en tekenen. In 2007 keerde hij terug naar de architectuur om de werkplaats "Ar+Plastic Architecture" op te richten, gespecialiseerd in het creëren van artistieke projecten in de architectuur. Daarnaast heeft hij zijn denken belichaamd in twee gezamenlijke boeken: Espirituals sense religió, door Laia de Ahumana (Fragmenta, 2015), i L'experiència contemplativa, door Olga Fajardo (Kairós, 2017).

## Prijzen en erkenning
- Anchipurac esCultura Internationale Beeldhouwwedstrijd (San Juan de la Frontera, Argentinië, 2018)
- Eerste prijs in de Cal Massó Contemporary Art Grant (Reus, 2008)[6]
- Eerste prijs op de Jonge Schilderbiënnale van de Generalitat de Catalunya (2004)
- Eerste prijs van de Internationale Schilderprijs van de Cercle de Belles Arts de Lleida (Lleida, 2003)
- Eerste prijs van de Jaurena Art Painting Competition (L'Hospitalet de Llobregat, 2003)
- Sala Parés Prijs voor Jonge Schilders (Barcelona, 2002)